# Enterprise-Content-Management
Enterprise-Content-Management (ECM) umfasst die Strategien, Methoden und Werkzeuge zur Erfassung, Verwaltung, Speicherung, Bewahrung und Bereitstellung von Inhalten („Content“) und Dokumenten zur Unterstützung organisatorischer Prozesse im Unternehmen. ECM führt strukturierte, schwach strukturierte und unstrukturierte Informationen zusammen.
Die Bezeichnung Enterprise-Content-Management ist ein modernes Kunstwort, das Produkte, Lösungen, einen Markt und eine Branche beschreiben soll. Sie setzt sich aus drei Einzelbegriffen zusammen, die in dieser Kombination eine spezielle Bedeutung haben:
- Enterprise steht für eine von allen Zugriffsberechtigten einer Organisation nutzbare Lösung. Die Zugriffsberechtigung kann in Lese- und Bearbeitungsprivilegien differenziert werden.
- Content steht für beliebige Inhalte in elektronischen Systemen.
- Management steht für die Verwaltung, Verarbeitung und Kontrolle von Systemen.

Es wurden mehrere Versuche unternommen, den Begriff Enterprise-Content-Management in die deutsche Sprache zu übertragen, z. B. Unternehmenscontentverwaltung oder Unternehmensinhaltemanagement. Diese Versuche leiden darunter, dass sie selbst ungewohnte Begriffsbildungen und nicht abgegrenzte Anglizismen als Wortbestandteil beinhalten. Inzwischen hat sich der Begriff Enterprise-Content-Management und das zugehörige Akronym ECM im deutschen Sprachraum etabliert.

## Definition
Die anerkannte Definition des Akronyms ECM und des Begriffes Enterprise-Content-Management stammt vom Branchenverband AIIM International: „Enterprise-Content-Management umfasst die Strategien, Methoden und Werkzeuge zur Erfassung, Verwaltung, Speicherung, Bewahrung und Bereitstellung von Content und Dokumenten zur Unterstützung organisatorischer Prozesse.“ (AIIM international 2008) ECM schließt dabei herkömmliche Techniken wie Input-Management, Dokumentenmanagement, Collaboration, Web-Content-Management, Workflow, Business Process Management, Output-Management, Storage und elektronische Archivierung ein. ECM ist ein Teilgebiet des Informationsmanagements und beschäftigt sich vorrangig mit schwachstrukturierten oder unstrukturierten Informationen, die auch als Dokumente oder Content bezeichnet werden.
Besonders das Internet veränderte den bisherigen Dokument-Begriff und die damit verbundenen Lösungsangebote. Man spricht modern von Content und den dazugehörigen Systemen wie Content-Management, Web-Content-Management oder Enterprise-Content-Management. Dokument und Content haben eine unterschiedliche Qualität, man kann die Begriffe nicht synonym verwenden. Bei Content wird der geschlossene Charakter des elektronischen Dokumentes aufgelöst. Strukturinformationen, beschreibende Metadaten, Layouts werden getrennt vom eigentlichen Inhalt verwaltet, damit der Inhalt in unterschiedlichsten Formen, für unterschiedlichste Zwecke benutzt werden kann. Enterprise-Content-Management selbst ist nur einer der vielfältigen Begriffe im Umfeld des Content-Managements. Enterprise-Content-Management hat den Anspruch, auch Web-Content-Management mit einzuschließen (siehe die einzelnen ECM-Komponenten). Jedoch muss man auch angesichts des allumfassenden Anspruchs und der zahllosen Komponenten von Enterprise-Content-Management konstatieren, dass ECM allenfalls als Vision, Strategie oder Bezeichnung einer Branche dienen kann – eine geschlossene Systemlösung oder ein einzelnes Produkt ist ECM nicht. Man kann daher ECM gleichbedeutend mit DRT Document Related Technologies oder DLM Dokumentlebenszyklusmanagement (Document Lifecycle Management) nur als eine mögliche zusammenfassende Gruppenbezeichnung für die verschiedenen Techniken, Produktansätze und Unternehmen positionieren.
Der Begriff Enterprise-Content-Management beinhaltet die Wortkombination Content-Management und überschneidet sich so zugleich mit dem Anspruch von Content-Management. Bevor man sich einer Definition von ECM zuwenden kann, muss daher zunächst der Begriff Content-Management (CM) und die Abgrenzung zum Web-Content-Management (WCM) betrachtet werden.

## Anspruch

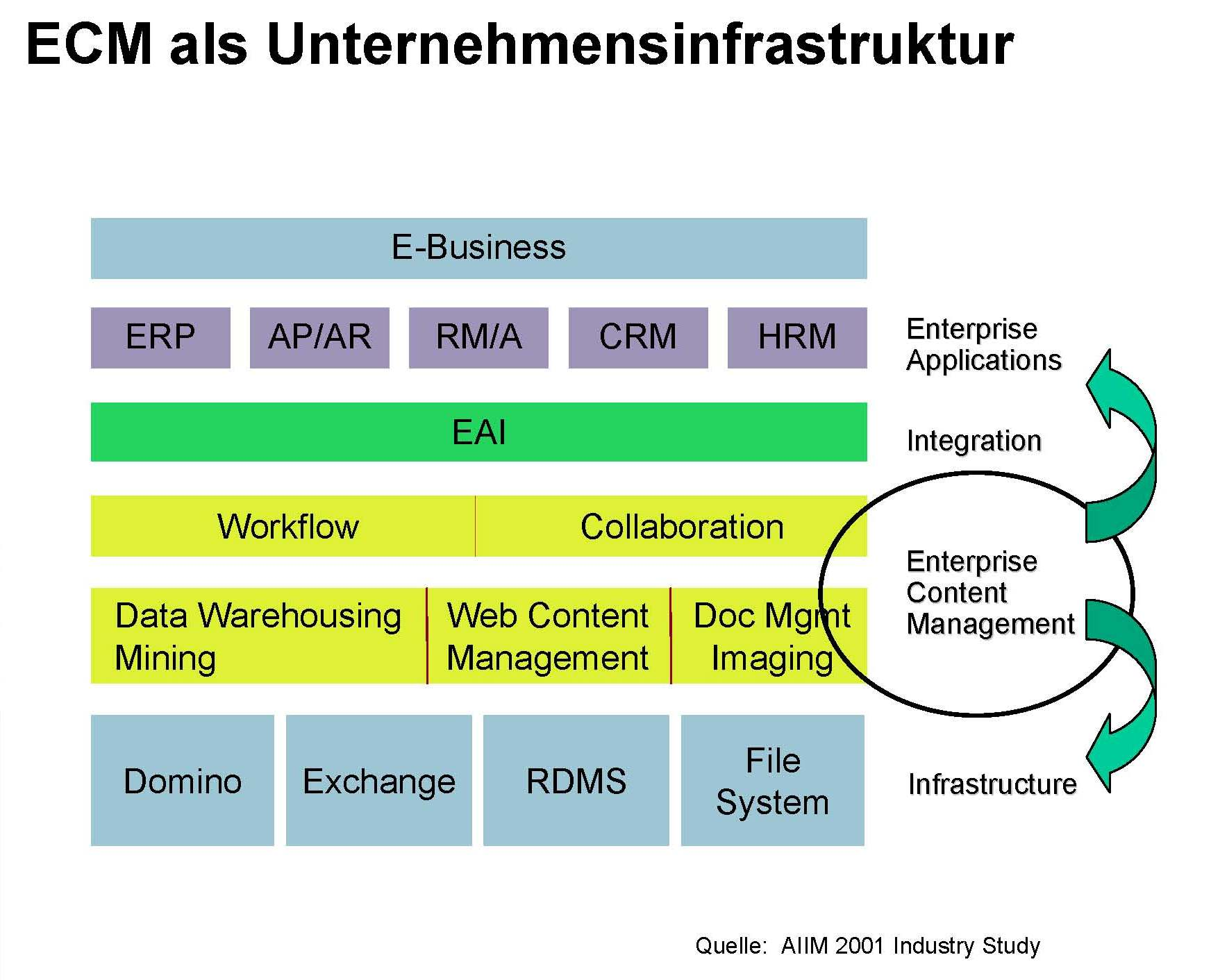
Enterprise-Content-Management: ECM Architektur. Quelle: AIIM / PROJECT CONSULT 2003

Enterprise-Content-Management geht von dem Ansatz aus, alle Informationen eines Unternehmens auf einer einheitlichen Plattform zur Nutzung intern, im Partnerverbund und extern bereitzustellen („Unified-Federated-Repository“, Data-/ Document-/ Content-Warehouse).
ECM umfasst herkömmliche Informationstechniken wie Dokumentenmanagement, Knowledge Management (Wissensmanagement), Workflow-Management, Archivierung etc. und integriert die Host- und Client/Server-Welt mit Portal- und anderen Internet-Techniken.
Ziel von ECM ist, Daten- und Dokumentenredundanz zu vermeiden (jede Information existiert nur einmal), den Zugriff einheitlich zu regeln, unabhängig von Quelle und Nutzung beliebige Informationen bereitzustellen und als Dienst allen Anwendungen gleichförmig zur Verfügung zu stellen.
ECM ist eine Basistechnologie von E-Business zur Bereitstellung der erforderlichen Informationen und Steuerung der Prozesse.
Mit dem Begriff Enterprise-Content-Management werden daher Lösungen zusammengefasst, die zwar auch Internet-Techniken benutzen, aber schwerpunktmäßig auf die Inhouse-Informationsbereitstellung zielen. Lösungsspektrum sind hier vorrangig Enterprise-Portale für B2B als Extranet und B2E als Intranet. Die Mehrzahl der bisherigen Dokumentenmanagement-, Groupware- und Workflow-Anbieter, die ihre Architekturen noch nicht vollständig umgestellt haben und lediglich einen Web-Server vor ihre Anwendungen stellen, finden sich auch in dieser Kategorie wieder.
Enterprise-Content-Management verfolgt dabei einen Komponentenansatz, der in mehreren Schichten die notwendige Infrastruktur für beliebige Anwendungen bereitstellt. Es positioniert sich als Middleware, deren Dienste allen Anwendungen zur Verfügung stehen. Wichtige Anwendungsschwerpunkte, die auf Infrastrukturkomponenten von Enterprise-Content-Management basieren, sind z. B.:
ECM-Portal
Browser-basierte, personalisierte Oberfläche zum Zugriff auf Informationen aus unterschiedlichen internen und externen Quellen sowie zur Ablösung bisheriger Host- und/oder Client-Benutzeroberflächen.
ECM-Data/Document-Warehouse
Agenten, Middleware und Meta-Datenbanken zur Zusammenführung und Verdichtung von unstrukturierten Informationen aus verschiedenen Quellen im Unternehmen.
ECM-Workflow
Prozessgesteuerte Zusammenführung und Nutzung von Informationen.
ECM-Knowledge-Management
Aufbereitung von strukturierten und unstrukturierten Informationen, automatische Klassifikation sowie Computer Based Training (CBT).

## Merkmale
Betrachtet man die Definitionen der unterschiedlichen Anwendungsbereiche von ECM und WCM, wird deutlich, dass die heute noch vorhandenen Unterschiede in den Systemkategorien nicht mehr lange aufrechterhalten werden können. Dies gilt für die Produkte und die technischen Plattformen ebenso wie für die Nutzungsmodelle. Was heute noch als reine Inhouse-Lösung genutzt wird, soll morgen bereits dem Partner oder Kunden zugänglich gemacht werden. Die Inhalte und Strukturen eines heutigen, auf Außenwirkung ausgerichteten Web-Portals soll morgen bereits die Plattform für die interne Informationsbereitstellung sein.
ECM soll die Restriktionen bisheriger vertikaler Anwendungen und „Insel“-Architekturen überwinden. Der Anwender sieht im Prinzip nicht, dass er mit einer ECM-Lösung arbeitet. Für die neue Welt „web-basierter IT“, die sich quasi als dritte Plattform neben herkömmlichen Host- und Client-/Server-Systemen etabliert, bietet ECM die notwendige Infrastruktur. Für die Einführung und Nutzung von ECM spielt daher Enterprise Application Integration (EAI) eine besondere Rolle.
Der Anspruch eines Enterprise-Content-Management-Systems im Unterschied zu reinem Web-Content-Management manifestiert sich nach Ulrich Kampffmeyer, 2001, in drei wesentlichen Konzepten:
- Enterprise Content Management Komponenten als unabhängige Dienste: ECM soll Informationen unabhängig von der Quelle und unabhängig von der benötigten Nutzung verwalten. Die Funktion wird hier als Dienst bereitgestellt, der von den verschiedensten Anwendungen im Rahmen einer Serviceorientierten Architektur (SOA)[9] genutzt werden kann. Der Vorteil eines Dienstekonzeptes ist, dass für jede Funktion jeweils nur ein allgemeiner Dienst zur Verfügung steht und redundante, aufwendig zu pflegende und teure Parallelität gleicher Funktion vermieden wird.
- Enterprise Content Management als einheitliches Repository für alle Typen von Informationen: ECM soll als ContentWarehouse (übergreifend für DataWarehouse und DocumentWarehouse) Informationen des Unternehmens in einem einheitlich strukturierten Repository zusammenführen. Aufwendige Redundanz und damit verbundene Probleme der Konsistenz von Informationen werden überwunden. Alle Anwendungen liefern ihren Content in einem einheitlichen Repository ab, das wiederum allen Anwendungen die benötigten Informationen bereitstellt.
- EAI Enterprise Application Integration verbindet alle Komponenten: ECM ordnet sich so als eine Sammlung von Infrastrukturkomponenten in ein Mehrschichtenmodell ein und umfasst alle DRT Document Related Technologies zur Handhabung, Erschließung und Verwaltung schwach strukturierter Daten. ECM Enterprise-Content-Management stellt damit eine der notwendigen Basiskomponenten des übergreifenden Anwendungsfeldes E-Business dar.

Enterprise-Content-Management funktioniert dann richtig, wenn der Anwender praktisch nichts davon merkt. ECM-Techniken sind Infrastruktur, die als nachgeordnete Dienste Fachanwendungen unterstützen.
ECM erhebt auch den Anspruch, alle Informationen eines WCM mit zu verwalten und als universelles Repository die Anforderungen der Archivierung mit abzudecken.

## Komponenten

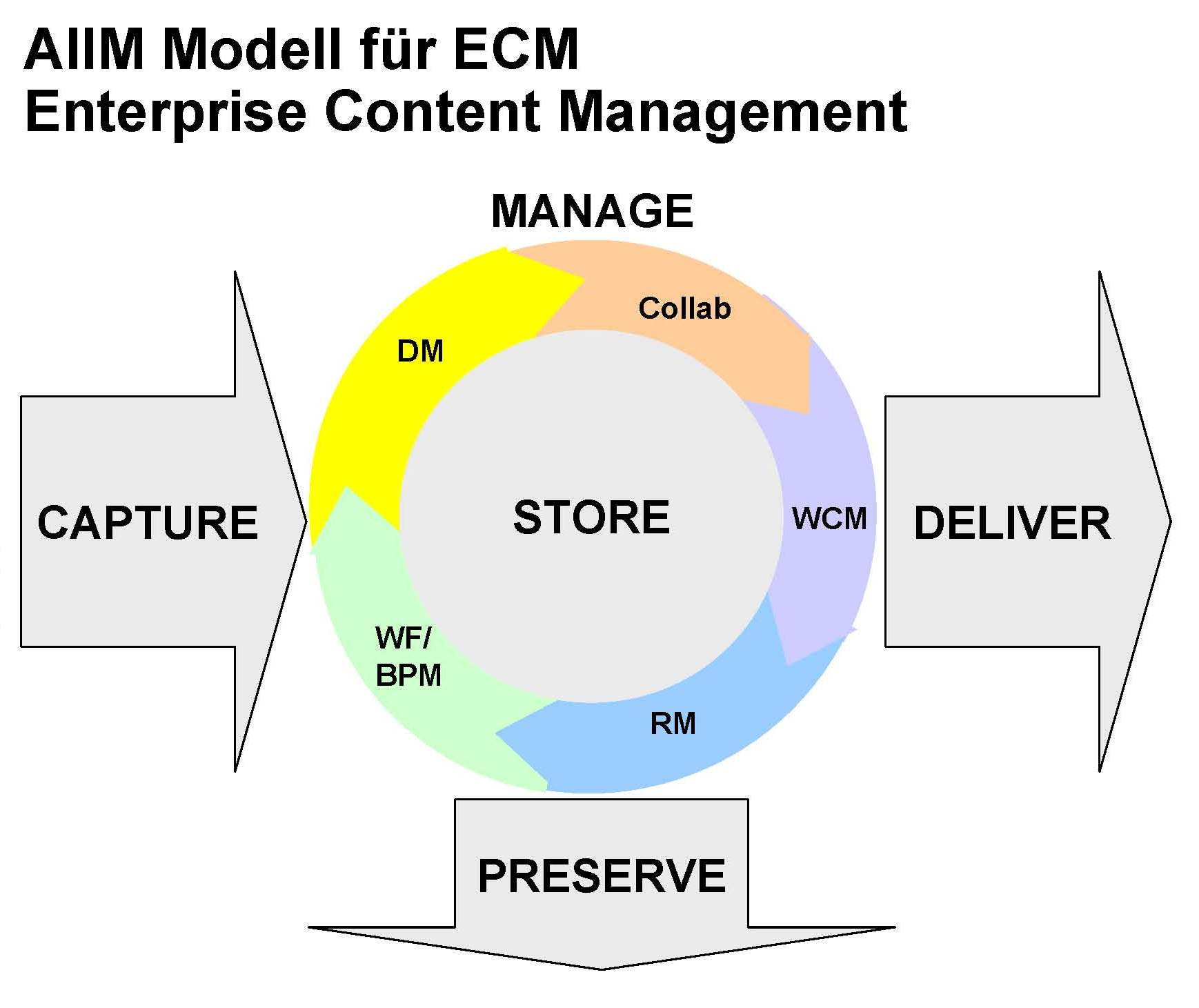
Enterprise Content Management: ECM-Komponenten. Quelle: AIIM / PROJECT CONSULT 2003

Für ECM-Lösungen werden die unterschiedlichsten Techniken und Komponenten kombiniert, die zum Teil auch als eigenständige Lösungen sinnvoll ohne den Anspruch an ein unternehmensweites System nutzbar sind.
Diese ECM-Komponenten und -Techniken lassen sich in fünf Hauptkategorien einordnen:
- Erfassung (Capture),
- Verwaltung (Manage),
- Speicherung (Store),
- Ausgabe (Deliver) und
- Bewahrung (Preserve)

Dieses Modell orientiert sich an den fünf Leitbegriffen der Definition der AIIM International. Die bisherigen klassischen Anwendungsfelder
- Document Management (DM, DMS, Dokumentenmanagement),
- Collaboration (die Zusammenarbeit unterstützende Systeme, Groupware),
- Web-Content-Management (WCM, CMS, einschließlich Portale),
- Records Management (RM, Archiv- und Ablageverwaltungssysteme mit Nutzung von Langzeitspeichermedien) und
- Workflow / Business Process Management (BPM, Vorgangsbearbeitung)

bilden die eigentlichen Manage-Komponenten (Verwaltungs- und Verarbeitungskomponenten), die Capture, Store, Deliver und Preserve verbinden und kombiniert oder alternativ eingesetzt werden können.
Während Document Management, Web-Content-Management, Collaboration, Workflow und Business Process Management eher für den dynamischen Teil des Lebenszyklus von Information zuständig sind, ist die Aufgabe des Records Management die Verwaltung nicht mehr zu verändernder Information. Über allem schwebt die Nutzung der Information, sei es durch eigenständige Clienten der ECM-System-Komponenten oder sei es in Gestalt eines "Enabling" vorhandener Anwendungen (Funktion wird in eine vorhandene Anwendung so integriert, so dass keine eigene Client-Oberfläche notwendig ist), die auf die Funktionen der ECM-Dienste und die gespeicherten Informationen zugreifen. Besonders durch die Integration bestehender Techniken wird deutlich, dass ECM nicht als eine neue Produktkategorie auftritt, sondern sich als integrierende Kraft positioniert.